# Sherlock Holmes: The Mystery of the Persian Carpet
Sherlock Holmes: The Mystery of the Persian Carpet (укр. Шерлок Холмс: Таємниця перського килима) — казуальна пригодницька комп'ютерна гра 2008 року, розроблена та видана українською студією Frogwares.

## Сюжет
Лондон, 1896 рік. Скотленд-Ярд телефонують Шерлоку Холмсу з терміновим проханням про допомогу! Молодого художника знайшли вбитим і згорнутим у дивовижний перський килим. Разом з Ватсоном ви повинні розслідувати дивний злочин, досліджуючи місця злочину в пошуках зниклих доказів.

## Ігровий процес
Механіки не такі складні, як у попередніх іграх студії. Персонажі не анімовані, немає озвучки (тільки текстові поля), і є багато вікон довідки, які допоможуть гравцеві під час розслідування. Гра виконана методом point-and-click.

## Огляди
| Видання          | Оцінка |
| ---------------- | ------ |
| Adventure Gamers | [ 1 ]  |
| IGN              | 6/10   |

Sherlock Holmes: The Mystery of the Persian Carpet отримала середні та негативні оцінки від критиків та негативні від користувачів. GameSpot поставив їй 6 балів, відмітивши широкий вибір складних логічних головоломок, які затягують в історію, і критикуючи, що сцени пошуку об’єктів можуть бути виснажливим піксель-хантингом.
Adventure Gamers оцінили гру на 2 зірки з 5, сильно критикуючи піксель-хантинг, відсутність взаємодії гравця зі світом та поганий інтерфейс дедукції, але відмітивший гарний саундтрек та привабливі фони високої роздільної здатності.